# Brema
La brema (Abramis brama) és una espècie de peix cipriniforme de la família dels ciprínids. Actualment es considera l'única espècie del gènere Abramis.

## Distribució i hàbitat
Es troba a Euràsia. Viu a les aigües estancades o cursos lents de rius, llacs o pantans, tot i que es pot trobar als estuaris i en aigües salobroses.
El territori d'origen és Europa al nord dels Alps i els Pirineus, així com els Balcans. Es troben tant a l'est com el mar Càspia, el mar Negre i el mar d'Aral. Viu en estanys, llacs, canals i rius de cabal lent.
Als Països Catalans és una espècie introduïda, des del final de la dècada dels vuitanta i el principi dels noranta del segle xx moment en què era present en algunes localitats del País Valencià i també a Almeria a Andalusia. Fins ara la població queda controlada i el 2011 no semblava preocupant.

## Descripció
Els adults acostumen a fer entre 30 i 55 cm de llarg, tot i que alguns exemplars poden arribar als 75 cm. Sol pesar de 2 a 4 kg. La seva longitud màxima és de 90 cm, i el pes rècord supera els 9 kg.
Té el cos lateralment aplanat i d'esquena alt i la boca lleugerament prògnata. Té una coloració platejada brillant, encara que els peixos més vells poden ser de color bronze, sobretot en aigües clares. Les aletes són de color grisenc a negre, però mai vermelloses.

### Semblances

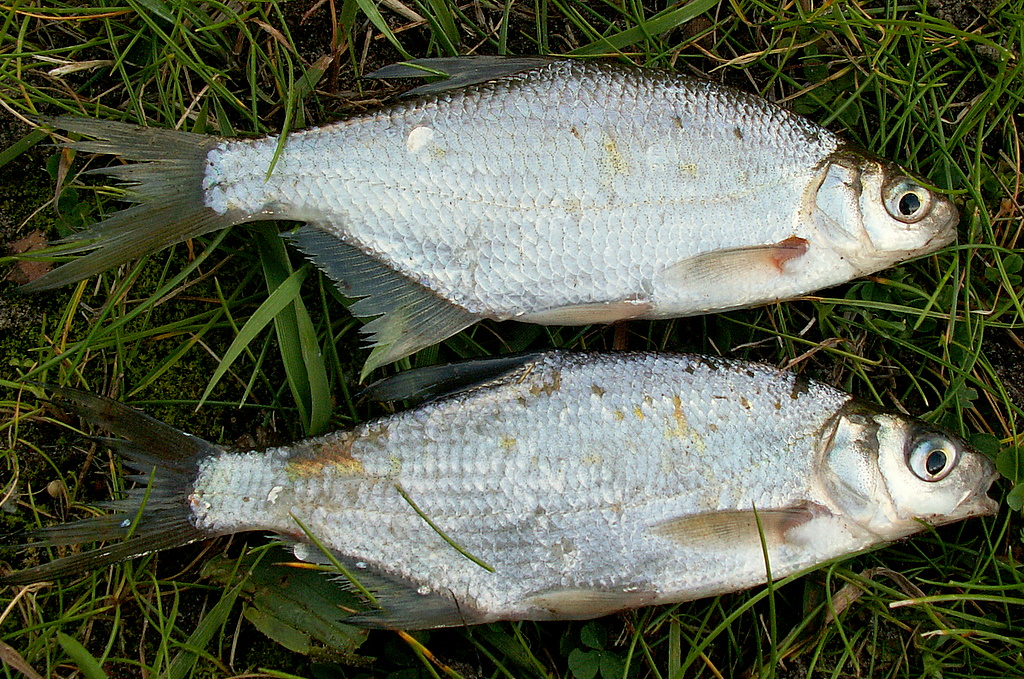
Veiem dos exemplars molt similars, però el de dalt és una brema i el de baix una blicca bjoerkna.

Es pot confondre fàcilment amb la blicca bjoerkna, en particular en les etapes més joves . El mètode més fiable per distingir aquestes espècies és comptar les escates en línia recta cap avall des del primer raig de l'aleta dorsal fins a la línia lateral. La brema té menys de 10 fileres d'escates, mentre que la blicca en té onze o més. En l'etapa adulta és visible el tint vermellós de l'aleta pectoral de la brema. Com altres ciprínids, pot hibridar fàcilment amb altres espècies, i els híbrids amb la madrilleta vera (Rutilus rutilus ) poden ser molt difícils de distingir.
Els exemplars immadurs també es podrien confondre amb altres espècies similars europees, com les dues espècies de Ballerus o Vimba vimba.

### Alimentació
Viu generalment als rius (especialment al tram baix) i a llacs i estanys rics en nutrients amb fons fangosos i abundants algues. També es pot trobar a les aigües del mar salobre.
Viu a prop del fons. A la nit, pot alimentar-se a prop de la costa, i en aigües clares amb fons sorrencs, durant el dia es poden veure fosses d'alimentació. La boca protràctil del peix l'ajuda a buscar larves de quironòmids, cucs Tubifex, bivalves i gasteròpodes. Menja també plantes aquàtiques i plàncton.
En aigües molt tèrboles, pot aparèixer en gran nombre, cosa que pot provocar una escassetat de preses de fons com els quironòmids. Aleshores, es veuen obligats a viure alimentant-se amb filtre amb les seves brànquies, i les puces d'aigua Daphnia són la principal presa. A mesura que el peix creix, les brànquies s'allunyen massa per atrapar preses petites. Si hi ha malnutrició, pot desenvolupar l'anomenada "esquena de ganivet", una vora afilada al llarg de la seva esquena.

### Posta
La daurada procrea d'abril a juny, quan la temperatura de l'aigua ronda els 17 graus centígrads. Els alevins es desclouen al cap de tres a dotze dies i s'adhereixen a les plantes d'aigua amb glàndules adhesives especials, fins que s'esgoti el rovell.
A causa de la seva forma esvelta, els peixos joves sovint no es reconeixen com a membres de la seva espècie, però es poden identificar pel seu cos pla i el seu color platejat. En aquesta etapa, els peixos encara són pelàgics, però al cap d'uns mesos adquireixen la seva forma corporal típica i esdevenen els habitants del fons. Als tres o quatre anys, els peixos són sexualment madurs.

## Pesca
No és apreciat el seu consum, però és popular entre els pescadors esportius i de competició. No obstant això, no són tan durs com la majoria dels altres peixos originaris del Regne Unit, ja que a causa del seu perfil pla i en forma de disc són relativament fàcils de pescar. L'atrauen la majoria d'esquers, especialment:
- Blat de moro dolç : dos o tres grans enganxats.
- Cucs / cucs : dos o tres rectes al ganxo.
- Boilies

Es pot capturar als rius o llacs, amb un ús generós d'esquer per atraure els bancs. No són peixos tímids. Una altra tècnica és la pesca amb flotador al fons.
El 2022 el rècord de pesca amb canya i rodet era de 10,32 kg capturats al Regne Unit.